# みんなの祭り 無礼講
『みんなの祭り 無礼講』（みんなのまつりぶれいこう）とは愛知県名古屋市及び東北地方各地で毎年開催されている音楽イベントである。通称『みんなの祭り』。

## 来歴
2010年5月29日にアスナル金山で第1回を開催。2011年からは東日本大震災の復興支援として東北地方各地でも開催されており、2012年から名古屋公演の開催日を5月最終土曜日から4月最終土曜日に、会場をアスナル金山から松坂屋名古屋店南館オルガン広場に変更されたが2014年を以て名古屋公演は開催休止状態になっている。

## 沿革
| 回数   | 開催日                   | 開催地           | 会場                           | タイトル                                             |
| ------ | ------------------------ | ---------------- | ------------------------------ | ---------------------------------------------------- |
| 第01回 | 2010年5月29日（土曜日）  | 愛知県名古屋市   | アスナル金山                   | みんなの祭り 無礼講                                  |
| 第02回 | 2011年5月28日（土曜日）  | 愛知県名古屋市   | アスナル金山                   | みんなの祭り 無礼講Vol.2                             |
| 第03回 | 2011年10月10日（月曜日） | 宮城県石巻市     | 石巻市総合運動公園             | みんなの祭り 無礼講Vol.3 〜石巻篇〜                  |
| 第04回 | 2012年4月28日（土曜日）  | 愛知県名古屋市   | 松坂屋名古屋店南館オルガン広場 | みんなの祭り 無礼講Vol.4                             |
| 第05回 | 2012年10月8日（月曜日）  | 宮城県石巻市     | 石巻駅前にぎわい広場           | みんなの祭り 無礼講Vol.5 〜石巻篇〜                  |
| 第06回 | 2013年3月31日（日曜日）  | 宮城県山元町     | 山元町立山元中学校体育館       | みんなの祭り 無礼講Vol.6 〜亘理郡山元町篇〜          |
| 第07回 | 2013年4月27日（土曜日）  | 愛知県名古屋市   | 松坂屋名古屋店南館オルガン広場 | みんなの祭り 無礼講Vol.7                             |
| 第08回 | 2014年4月26日（土曜日）  | 愛知県名古屋市   | 松坂屋名古屋店南館オルガン広場 | みんなの祭り 無礼講Vol.8                             |
| 第09回 | 2014年8月2日（土曜日）   | 岩手県陸前高田市 | 陸前高田市立高田東中学校体育館 | みんなの祭り 無礼講Vol.9 〜陸前高田篇〜              |
| 第10回 | 2016年1月24日（日曜日）  | 福島県南相馬市   | サンライフ南相馬               | 冬まつりinはらまち2016 withみんなの祭り 無礼講Vol.10 |

## メイン出演者

### イベントMC
- 秋野暢子 ※第6回から。東北公演に限り出演。
- 嘉門タツオ（旧名・嘉門達夫）
- 矢野きよ実

### イベントゲスト
- 泉谷しげる ※第1回から第3回まではイベントMCだったが、第4回以降、名古屋公演に限り宮城県からの生電話またはビデオメッセージで出演[1]。
- さくらパンダ
- 鈴木一泰
- 中村耕一 ※第3回から。
- 名古屋おもてなし武将隊
- 間瀬礼章と爛漫プロジェクト
- 宮本忠博 ※第7回から。
- はち丸
- BOYS AND MEN ※第4回から。
- ほか